# Hoofdstedelijk Territorium Islamabad
Het Hoofdstedelijk Territorium Islamabad (Engels: Islamabad Capital Territory, afgekort ICT; Urdu: وفاقی دارالحکومت) rond de Pakistaanse hoofdstad Islamabad werd ingesteld in 1970, nadat de hoofdstedelijke status door de overgangshoofdstad Rawalpindi in 1967 was overgedragen aan de planmatig aangelegde hoofdstad Islamabad.
Het Territorium grenst in het noorden aan Khyber-Pakhtunkhwa (voorheen de Noordwestelijke Grensprovincie) en in het zuiden aan de provincie Punjab. Het heeft 805.235 inwoners (1998).

## Plan
In het masterplan uit 1960 werden vier gebieden onderscheiden:
1. de stad Rawalpindi, 259 km²
2. de stad Islamabad, inclusief institutionele en industriële gebieden, 220,15 km²
3. Islamabad (Margalla Hills) Park, 220,15 km²
4. Islamabads rurale omgeving, 446,20 km²

## Bevolking
71,7% van de inwoners spreekt Punjabi als moedertaal, 10,1% spreekt de nationale taal Urdu, en 9,5% spreekt Pasjtoe.
Van de inwoners hangt 95,5% het islamitisch geloof aan, 4,1% is christelijk. Deze percentages zijn gebaseerd op de volkstelling van 1998.